# Pont dels Escalls
El puente dels Escalls se encuentra en la parroquia andorrana de Las Escaldas-Engordany. Se halla en el antiguo camino de Andorra La Vieja a Engordany, cruzando sobre el río Valira del Norte, poco antes de su confluencia con el Valira de Oriente.
El puente tiene gran altura, con un solo arco casi de medio punto entre dos peñas. Las dovelas son de piedra tosca, mientras que el resto del paramento está hecho con piedras de origen diverso, dispuestas en aparato irregular y unidas con mortero de cal. Por la parte superior es plano, tiene el pavimento adoquinado y dispone de dos barandillas, también de piedra, no demasiado altas.
En este lugar se firmaron los Pareatges, en 1278 y 1288, entre el obispo de Urgell y el Conde de Foix, un documento de reconciliación y arbitraje que dio origen a la institución del coprincipado y que es considerado como el principal documento histórico de Andorra hasta la constitución de 1993.